# Дейнотерій
Дейнотерій або динотерій (Deinotherium — букв. «жахливий звір») — викопний рід великих, схожих на слонів хоботних, що жили приблизно з середини міоцену до початку плейстоцену. Хоча своїм зовнішнім виглядом динотерій нагадував сучасних слонових, він мав значно гнучкішу шию, кінцівки, пристосовані до більш рухливого способу життя, а також спрямовані донизу бивні, що росли з нижньої щелепи, на відміну від верхньощелепних бивнів сучасних слонів.
Дейнотерій був широко розповсюдженим родом, його ареал простягався від східної Африки, по всій Європі та на схід до Індійського субконтиненту. Це були травоїдні тварини, чий раціон складався переважно з листя. Найімовірніше, рід вимер внаслідок змін навколишнього середовища, зокрема, поступового витіснення лісових масивів відкритими пасовищами в другій половині неогену. Найдовше дейнотерій проіснував в Африці, де його виявили ще у відкладах раннього плейстоцену.

## Назва
Українська назва «дейнотерій» є калькою з наукової (латинізованої грецької) і означає «жахлива тварюка». Назва утворена від давньогрецьких слів δεινός [деінос], що означає «жахливий» та θηρίον [теріон], що означає «звір»).

## Таксономія та еволюція

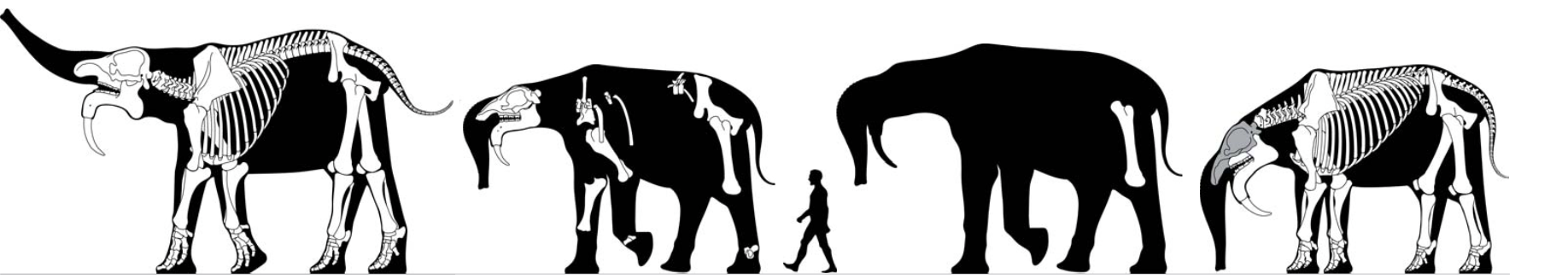
Скелети D. «thraceiensis», двох зразків D. giganteum, та D. proavum (зліва направо)

Дейнотерії є типовим родом родини дейнотерієвих і еволюціонували з меншого за розмірами продейнотерія, що існував в ранньому міоцені. Ці хоботні утворюють цілком окрему еволюційну гілку, яка суттєво відрізняється від решти хоботних, і ймовірно відокремилася від інших представників ряду досить рано.
Ряд хоботних, до якого належать сучасні слони, раніше включав кілька інших груп тварин: окрім динотерієвих, існували також гомфотерії, мастодонти та інші. З усіх них в сучасному світі живими існують лише слони.

Відомо три види дейнотеріїв і всі вони мали великі розміри.

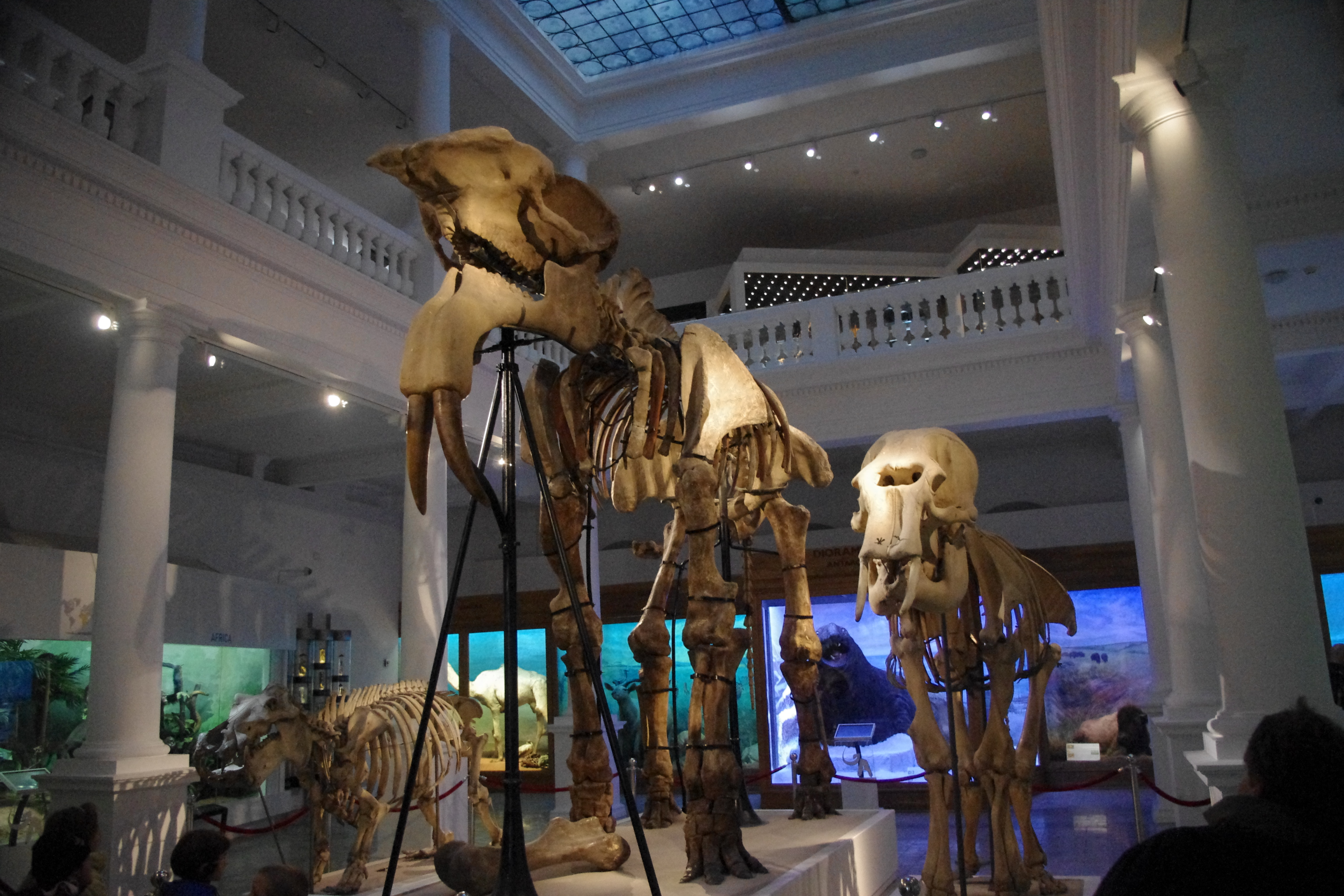
Deinotherium giganteum у Національному музеї історії природи імені Ґріґора Антіпи у Бухаресті, Румунія.

Deinotherium giganteum є типовим видом, і його опис наведено ниже. Вид був поширений в Європі переважно в кінці Міоцену. Наймолодші залишки цього виду походять з середини Пліоцену з території сучасної Румунії (від 2 до 4 мільйонів років тому). Повний череп цієї тварини, який було знайдено у пізньопліоценових відкладах в Еппельсгаймі, в 1836, мав 1.2 м довжини та 0.9 м ширини, це свідчить, що тварина була більшою за сучасних слонів.
Deinotherium indicum є азійським видом, залишки якого знайдено в Індії та Пакистані. Цей вид характеризується більш потужним зубним рядом. D. indicum з'явився в середині й досяг найбільшого поширення в кінці міоцену. Викопні залишки виду не виявлено у відкладах молодших за 7 мільйонів років (пізній міоцен).
Deinotherium bozasi є африканським видом, і відрізняється від вище згаданих видів більш вузьким та високим черепом. D. bozasi з'явився на початку пізнього Міоцену, і існував після того, як інші два види зникли. Наймолодші викопні рештки походять з формації Канджера, Кенія і мають вік приблизно 1 мільйон років (ранній Плейстоцен).

## Опис

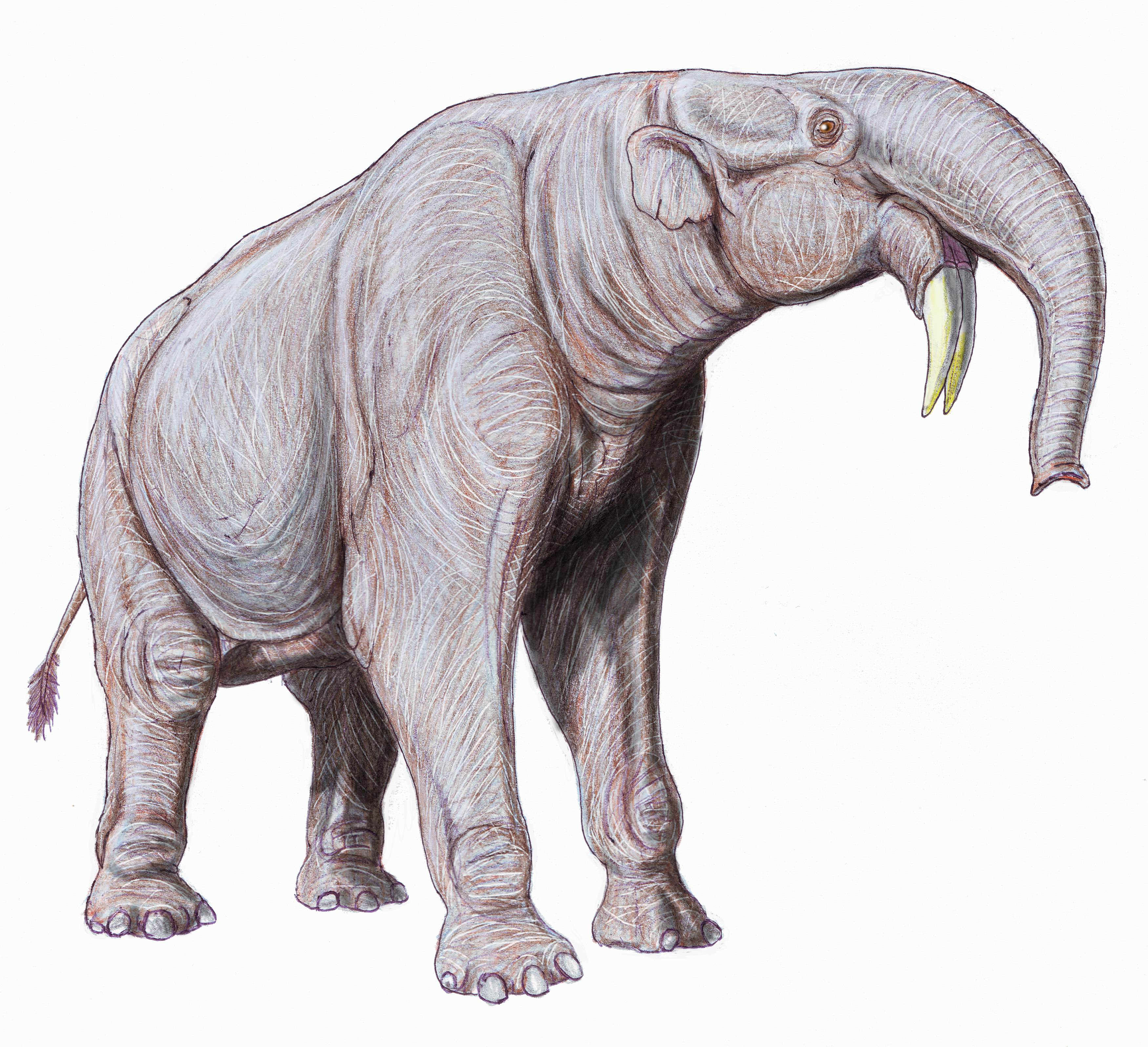
Deinotherium giganteum (реконструкція)

Динотерії були дуже великими хоботними. Два зразки дорослих самців D. giganteum були близько 3,63—4,0 м заввишки в плечах і важили 8,8—12 тонн. Подібно до дорослих самців D. proavum, один з яких важив 10,3 тонни й був заввишки у 3,59 м в плечах. За оцінками, самці та самки D. proavum мав висоту в плечах в середньому 3,65 м і вагу 10,5 тонн. Однак обидва ці види менші за знайденого 45-річного самця D. «thraceiensis», що був 4,01 м заввишки в плечах й важив 13,2 т. Найпізніший вид, D. bozasi, був близько 3,6 м заввишки в плечах і важив 9 тонн.
Загальна анатомія дейнотеріїв схожа на анатомію сучасних слонів зі стовпоподібними кінцівками, проте пропорційно довшими й стрункішими, ніж у решти хоботних. Їхні кістки пальців ніг були довші та менш міцні, ніж у слонів. Шия відносно довга, хоча все ще досить коротка, у порівнянні з іншими сучасними жуйними тваринами, як-от жирафами.

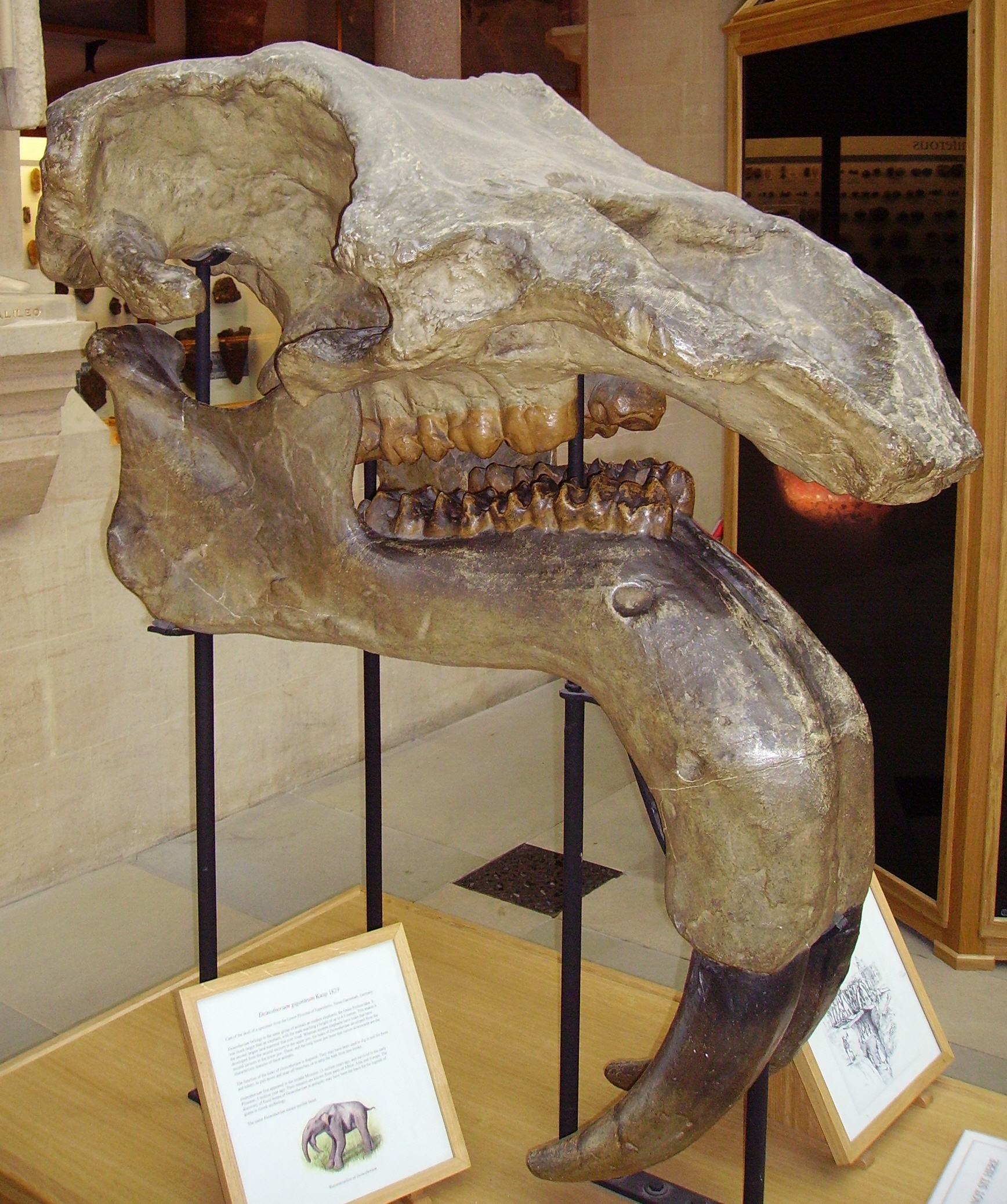
Череп D. giganteum

Зубна формула постійних зубів D. giganteum є 0-0-2-3/1-0-2-3 (формула молочних зубів 0-0-3/1-0-3). На відміну від сучасних хоботних, які мають бивні, що ростуть з верхніх різців, ікла Deinotherium ростуть з нижніх різців, а верхні різці, верхні та нижні ікла повністю відсутні. Викривлення бивнів формується самою нижньою щелепою, а власне зуби прорізуються лише на середині цього вигину. У деяких екземплярів бивні повторюють вигин щелепи з направленими назад кінчиками, в той час як в інших бивні ростуть вниз майже вертикально вниз. Бивні динотеріїв мають майже овальний поперечний розріз і можуть досягати 1,4 м завдовжки.
Череп короткий, низький, та плаский у верхній частині (на відміну від інших хоботних, які мають більш високий та випуклий лоб). Хоча наявність слоноподібного хобота у динотерія очевидна завдяки розміру і формі його зовнішніх носових отворів, точна форма і розмір цього хобота залишається предметом дискусій у науковому полі. Ранні реконструкції зазвичай зображують його дуже схожим на слона, з довгим хоботом та іклами, що прорізаються крізь шкіру під нижньою губою, як у слона. На початку 2000-х років Марков та його колеги опублікували статті про м'які тканини обличчя дейнотеріїв, які оскаржували цю ідею, натомість пропонуючи альтернативну реконструкцію. Автори аргументують, що нижня губа мала б розташовуватися бивнями. Також вони припускають, що його хобот, ймовірно, не був схожим на хобот сучасних слонів і натомість був міцнішим й більш м'язистим.
Пізніші дослідження сходяться на думці, що хобот динотерія помітно відрізнявся від хобота сучасних слонових, однак ідея тапіроподібного хобота у дейнотерія ставиться під сумнів. Зокрема зазначається, що високий зріст і відносно коротка шия динотерія значно ускладнювали б тваринам можливість пити, не приймаючи при цьому якоїсь складної пози. Таким чином, можна припустити, що хобот мав би бути достатньо довгим принаймні для того, щоб тварина могла ефективно пити.

## Палеоекологія

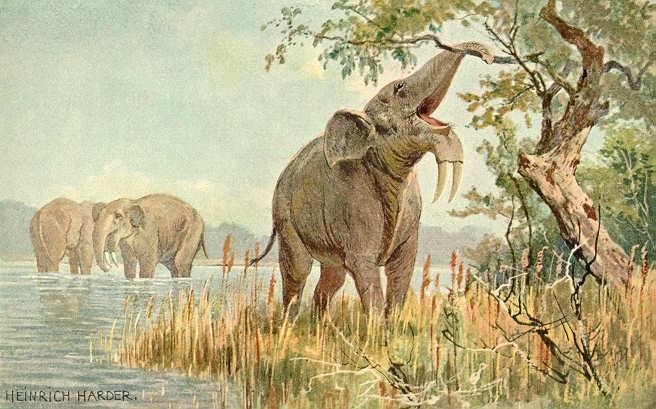
Ілюстрація дейнотерія виконана Генріхом Гардером

Не існує однозначної думки, щодо того як дейнотерії використовували свої бивні. Припускається, що вони могли або розкопувати землю в пошуках коренів та коренеплодів, або пригинати гілки, щоб обдерти листя, чи здирали з їхньою допомогою кору з дерев.
Рештки дейнотреріїв було знайдено в кількох місцях в Африці в яких також було знайдено залишки доісторичних гомінід, споріднених з сучасними людьми.

## Поширення
Дейнотерії були поширені в частинах Європи (в тому числі на території сучасної України), Африки та Азії. Дослідження динотеріїв в Україні проводив Володимир Свистун, і завдяки його роботі в Національному науково-природничому музеї нині експонується повний скелет динотерія.